# Maladera joachimi
Maladera joachimi är en skalbaggsart som beskrevs av Ahrens 2004. Maladera joachimi ingår i släktet Maladera och familjen Melolonthidae. Inga underarter finns listade i Catalogue of Life.